# Erik Larsson (arkitekt, 1926–2008)
Erik Gunnar Larsson, född 13 maj 1926 i Mariefred, död 29 januari 2008 i Lidingö, var en svensk arkitekt.
Larsson, som var son till byggnadssnickare Hjalmar Larsson och Annie Karlsson, utexaminerades från Norrköpings tekniska gymnasium 1947 och från Chalmers tekniska högskola 1958. Han blev ingenjör på Flygtekniska försöksanstalten i Stockholm 1948, vid AB Vattenbyggnadsbyrån i Stockholm 1950–1952, arkitekt hos arkitekterna Erik och Tore Ahlsén i Stockholm 1956, hos arkitekterna Jöran Curman och Nils Gunnartz i Stockholm 1958 och var hos arkitekt Sven Kjerr i Stockholm från 1959. Han var Sverige-Amerikastiftelsens USA-stipendiat 1961. Erik Larsson är gravsatt i minneslunden på Lidingö kyrkogård.